# Galabov Ridge
Galabov Ridge (englisch; bulgarisch Гълъбов рид Galabov rid) ist ein in nordnordost-südsüdwestlicher Ausrichtung 2,5 km langer, 1,4 km breiter, 1100 m hoher und größtenteils vereister Gebirgskamm der Havre Mountains im Norden der westantarktischen Alexander-I.-Insel vor der Westküste der Antarktischen Halbinsel. Er ragt 5,76 km östlich des St. George Peak, 4,07 km westnordwestlich des Satovcha Peak und 6,33 km nördlich des Nicolai Peak auf. Der Bongrain-Piedmont-Gletscher liegt nordwestlich und der Lennon-Gletscher südlich von ihm.
Britische Wissenschaftler kartierten ihn 1971. Die bulgarischen Geologen Christo Pimpirew und Borislaw Kamenow besuchten ihn am 4. Januar 1988 gemeinsam mit Philip Nell und Peter Marquis vom British Antarctic Survey. Die bulgarische Kommission für Antarktische Geographische Namen benannte ihn 2017 nach dem bulgarischen Stenographen Teodor Galabow (1870–1925), der 1907 eine Tastaturbelegung für die bulgarische Sprache entwickelt hatte.